# Обществен транспорт
Общественият транспорт е пътнически транспорт, достъпен за широката публика, за разлика от частните превозни средства, като лични автомобили или автомобили под наем.
При масовия обществен транспорт превозните средства (влакове, автобуси, тролейбуси, трамваи, метро и други) са предназначени за превоз на голямо количество пътници едновременно и обикновено се движат по определени маршрути (в съответствие с разписание или според търсенето). Немасовият обществен транспорт включва и превозни средства като такси, рикши и други подобни, както и някои специализирани транспортни системи.
С редки изключения услугите на масовия обществения транспорт се предоставят срещу заплащане. Общ признак за всички видове масов обществен транспорт е фактът, че потребителите ползват превозни средства, които не им принадлежат. Обратното обаче невинаги е вярно. В категорията масов обществен транспорт не попадат ученическите и служебните автобуси, вътрешният транспорт на предприятия и организации, военните транспорти и др., тъй като те са недостъпни за масовия потребител. Асансьорите и ескалаторите в сградите и домовете обикновено не се определят като обществен транспорт заради тясното им предназначение (превоз на хора в рамките на зданието).
Определени видове транспорт, например самолет, формално удовлетворяващи всички изисквания, на практика невинаги се причисляват към обществения транспорт заради високата цена на превоза. По същата причина към масовия обществен транспорт не се отнасят разкошните лимузини по поръчка – като при такситата.

## Видове обществен транспорт
За превози на пътници на големи разстояния (в това число трансконтинентални) се използват предимно самолети, а за междуградски – предимно влакове, включително високоскоростни (като TGV) и автобуси, както и самолетите по вътрешни (в рамките на една страна) линии или вертолети (последните са незаменими в планински условия). Пътническият воден транспорт от 1960-те години на практика напълно премина в нишата на туристическия-екскурзионен транспорт (тоест не обществен).
В градовете най-разпространен вид обществен транспорт са вътрешноградските автобуси. Тяхно предимство е фактът, че не изискват изграждането на специална инфраструктура. В много от по-големите градове са широко разпространени трамваите и тролейбусите.
В големите градове, имащи ясно изразени пътникопотоци, се изгражда метро – специфичен вид градска железница, напълно обособена както от уличното движение, така и от железопътния транспорт.